# Laevilitorina antipodum
Laevilitorina antipodum is een slakkensoort uit de familie van de Littorinidae. De wetenschappelijke naam van de soort is voor het eerst geldig gepubliceerd in 1880 door Filhol.